# Žitomír (jméno)
Žitomír je slovanské jméno. Svátek slaví 20. února. Jméno pochází ze spojení slov život a mír. Domácími podobami mohou být Žitek nebo Žitouš.

V roce 2016 byli v České republice 2 nositelé tohoto jména.

## Obdoby v jiných jazycích
V chorvatštině a srbštině je nazýván Žitomir. V polštině je obdobou jméno Życiomierz.